# José Antonio Remón

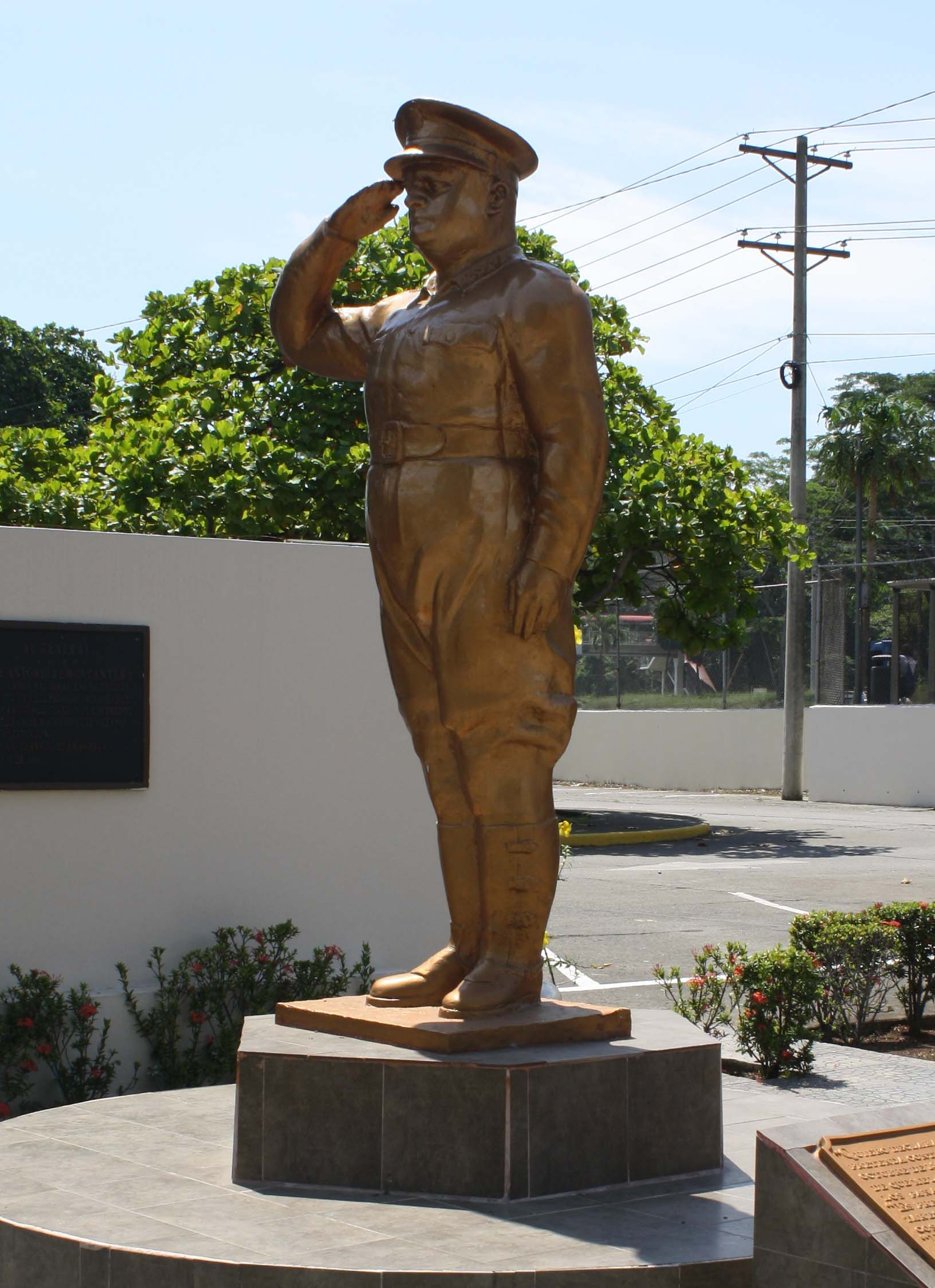
A estátua homenageando José

Coronel José Antonio Remón Cantera (Cidade do Panamá, 11 de abril de 1908 - Cidade do Panamá, 2 de janeiro de 1955) foi um militar e político panamenho.
Iniciou carreira militar em 1931, quando entrou para a Polícia Nacional do Panamá e chegou a chefia desta instituição em 1947. Após um golpe contra seus opositores, assumiu o cargo de Presidente do Panamá em outubro de 1952. Durante seu governo, ele tentou renegociar os acordos sobre operações militares com os EUA. Em 2 de janeiro de 1955 foi assassinado na Cidade do Panamá.